# Qualificazioni al campionato mondiale di calcio 2018 - CONCACAF - quinta fase

## Classifica
| Squadra           | Pt | G  | V | N | P | GF | GS | DR  |
| ----------------- | -- | -- | - | - | - | -- | -- | --- |
| Messico           | 21 | 10 | 6 | 3 | 1 | 16 | 7  | +9  |
| Costa Rica        | 16 | 10 | 4 | 4 | 2 | 14 | 8  | +6  |
| Panama            | 13 | 10 | 3 | 4 | 3 | 9  | 10 | -1  |
| Honduras          | 13 | 10 | 3 | 4 | 3 | 13 | 19 | -6  |
| Stati Uniti       | 12 | 10 | 3 | 3 | 4 | 17 | 13 | +4  |
| Trinidad e Tobago | 6  | 10 | 2 | 0 | 8 | 7  | 19 | -12 |

## Risultati

### 1ª giornata
| Arbitro: | Yadel Martínez |

|  |           |             |
|  | Marcatori | 22’ Escobar |

| Arbitro: | Óscar Moncada |

|  |           |                             |
|  | Marcatori | 65’ Bolaños 90+2’ Matarrita |

| Arbitro: | Walter López Castellanos |

|          |           |                       |
| Wood 49’ | Marcatori | 20’ Layún 88’ Márquez |

### 2ª giornata
| Arbitro: | Jair Marrufo |

|                                        |           |              |
| Quioto 16’ Izaguirre 19’ Hernández 81’ | Marcatori | 52’ Mitchell |

| Arbitro: | César Arturo Ramos |

|                                           |           |  |
| Venegas 44’ Bolaños 69’ Campbell 74’, 78’ | Marcatori |  |

| Panama 15 novembre 2016, ore 21:05 UTC-5 | Panama          | 0 – 0 referto | Messico | Estadio Rommel Fernández (26 500 spett.)\| Arbitro: \| Ricardo Montero \| |
| Arbitro:                                 | Ricardo Montero |               |         |                                                                           |

### 3ª giornata
| Arbitro: | Melvin Matamoros |

|            |           |  |
| Molino 37’ | Marcatori |  |

| Arbitro: | John Pitti |

|                         |           |  |
| Hernández 7’ Araujo 45’ | Marcatori |  |

| Arbitro: | Walter López Castellanos |

|                                                          |           |  |
| Lletget 5’ Bradley 27’ Dempsey 32’, 49’, 54’ Pulisic 46’ | Marcatori |  |

### 4ª giornata
| Arbitro: | Joel Aguilar |

|            |           |            |
| Lozano 35’ | Marcatori | 68’ Waston |

| Arbitro: | Valdin Legister |

|  |           |              |
|  | Marcatori | 58’ D. Reyes |

| Arbitro: | César Ramos |

|           |           |             |
| Gómez 44’ | Marcatori | 40’ Dempsey |

### 5ª giornata
| Arbitro: | Óscar Moncada |

|                  |           |  |
| Pulisic 52’, 62’ | Marcatori |  |

| San José 8 giugno 2017, ore 20:00 UTC-6 | Costa Rica   | 0 – 0 referto | Panama | Estadio Nacional (35 040 spett.)\| Arbitro: \| Jair Marrufo \| |
| Arbitro:                                | Jair Marrufo |               |        |                                                                |

| Arbitro: | Drew Fisher |

|                                   |           |  |
| Alanís 35’ Lozano 63’ Jiménez 66’ | Marcatori |  |

### 6ª giornata
| Arbitro: | Joel Aguilar |

|          |           |            |
| Vela 23’ | Marcatori | 6’ Bradley |

| Arbitro: | Roberto García Orozco |

|                      |           |                    |
| Pérez 41’ Torres 90’ | Marcatori | 5’ Quioto 66’ Elis |

| Arbitro: | Yadel Martínez |

|                   |           |            |
| Calvo 1’ Ruiz 44’ | Marcatori | 35’ Molino |

### 7ª giornata
| Arbitro: | John Pitti |

|  |           |                |
|  | Marcatori | 30’, 82’ Ureña |

| Arbitro: | Fernando Guerrero |

|                     |           |                      |
| J. Jones 67’ (rig.) | Marcatori | 7’ A. López 16’ Elis |

| Arbitro: | Walter López Castellanos |

|            |           |  |
| Lozano 53’ | Marcatori |  |

### 8ª giornata
| Arbitro: | Joel Aguilar |

|            |           |          |
| Quioto 27’ | Marcatori | 85’ Wood |

| Arbitro: | Henry Bejarano |

|                                           |           |  |
| Torres 40’ Mitchell 59’ (aut.) Arroyo 85’ | Marcatori |  |

| Arbitro: | Mark Geiger |

|           |           |                   |
| Ureña 83’ | Marcatori | 42’ (aut.) Gamboa |

### 9ª giornata
| Arbitro: | Roberto García Orozco |

|                                              |           |  |
| Pulisic 8’ Altidore 19’, 43’ (rig.) Wood 63’ | Marcatori |  |

| Arbitro: | Kimbell Ward |

|                                           |           |                |
| Lozano 78’ J. Hernández 88’ Herrera 90+4’ | Marcatori | 66’ Winchester |

| Arbitro: | César Ramos |

|              |           |               |
| Waston 90+5’ | Marcatori | 66’ Hernández |

### 10ª giornata
| Arbitro: | Juan Carlos Guerra |

|                               |           |             |
| Gonzalez 17’ (aut.) Jones 37’ | Marcatori | 47’ Pulisic |

| Arbitro: | Walter López Castellanos |

|                             |           |             |
| G. Torres 52’ R. Torres 88’ | Marcatori | 36’ Venegas |

| Arbitro: | Joel Aguilar |

|                                      |           |                      |
| Elis 34’ Ochoa 53’ (aut.) Quioto 60’ | Marcatori | 17’ Peralta 37’ Vela |

## Classifica marcatori
5 gol
- Christian Pulisic

4 gol
- Romell Quioto
- Clint Dempsey

3 gol
- Marco Ureña
- Alberth Elis
- Hirving Lozano
- Román Torres
- Bobby Wood

2 gol
- Christian Bolaños
- Joel Campbell
- Johan Venegas
- Kendall Waston
- Eddie Hernández

- Javier Hernández
- Carlos Vela
- Kevin Molino
- Jozy Altidore (1 rig.)
- Michael Bradley

1 gol
- Francisco Calvo
- Rónald Matarrita
- Bryan Ruiz
- Emilio Izaguirre
- Alexander López
- Anthony Lozano
- Oswaldo Alanís
- Néstor Araujo

- Héctor Herrera
- Raúl Jiménez
- Miguel Layún
- Rafael Márquez
- Oribe Peralta
- Diego Reyes
- Fidel Escobar
- Abdiel Arroyo

- Gabriel Gómez
- Blas Pérez
- Gabriel Torres
- Alvin Jones
- Joevin Jones (1 rig.)
- Carlyle Mitchell
- Shahdon Winchester
- Sebastian Lletget

### Autoreti
- Cristian Gamboa 1 pro  Messico
- Guillermo Ochoa 1 pro  Honduras
- Carlyle Mitchell 1 pro  Panama
- Omar Gonzalez 1 pro  Trinidad e Tobago